# Virgilio Guidi

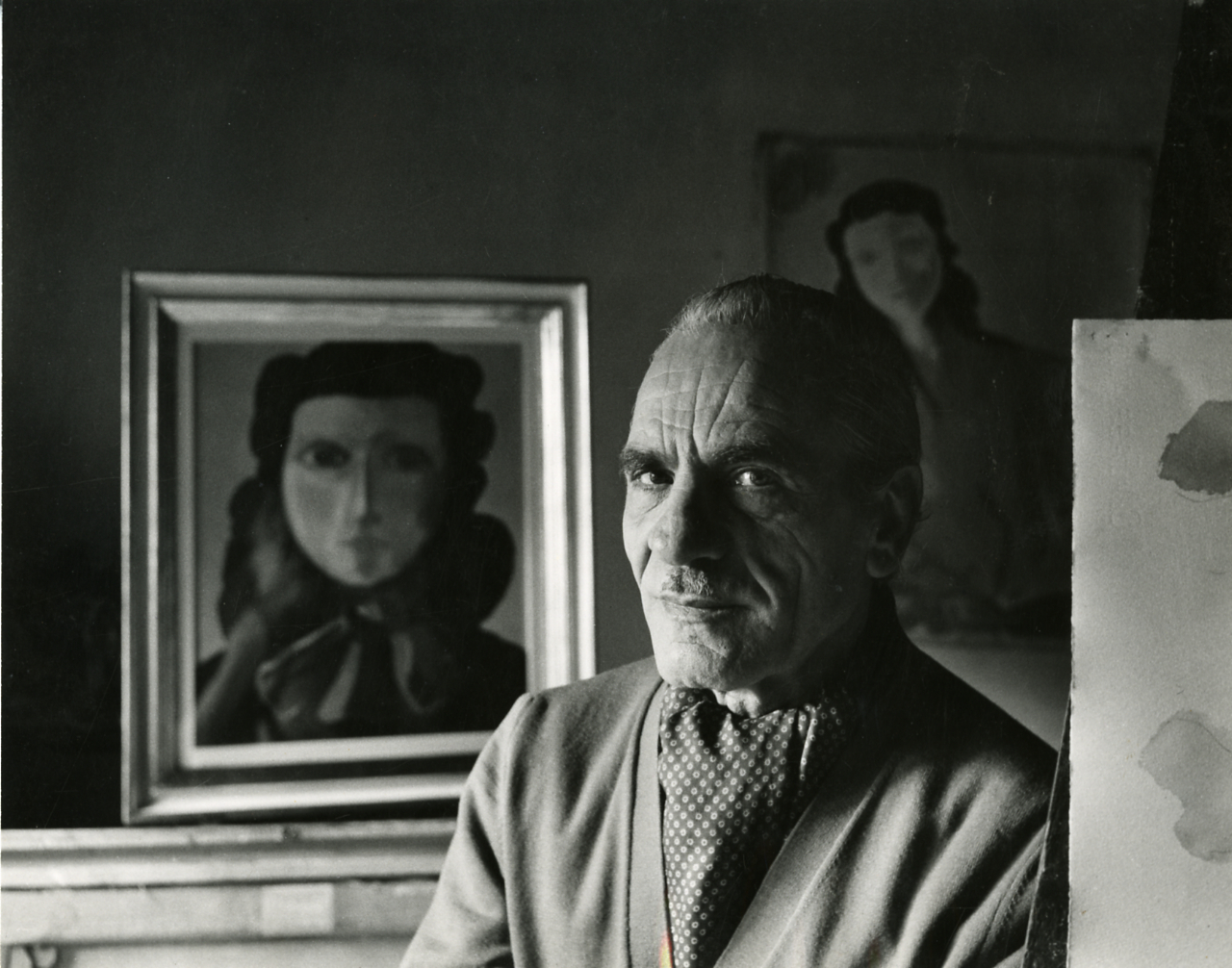
Virgilio Guidi (1952), fotografiert von Paolo Monti

Virgilio Guidi (4. April 1891 in Rom – 7. Januar 1984 in Venedig) war ein italienischer Künstler und Dichter.

## Leben
Guidi wurde in Rom als erstes von neun Kindern in eine Künstlerfamilie geboren. Sein Vater Guido Constantino war Bildhauer und Dichter, sein Großvater Architekt und Dekorateur. Von 1904 an besuchte er die technische Schule in Rom. Im Unterricht zeigte er besonderes Interesse für technisches Zeichnen und Geometrie. Abends besuchte er eine Schule für Malerei. Nach drei Jahren brach er die Schule ab und arbeitete von 1907 an als Restaurator und Dekorationsmaler in der Werkstatt von Giovanni Capranesi. Für Capranesi schmückte er mehrere bedeutende Gebäude in Rom aus. 1911 beendete er seine Tätigkeit bei Capranesi und schrieb sich an der Accademia di Belle Arti ein und besuchte dort die Kurse von Giulio Aristide Sartorio.
Sein Verhältnis zu Sartorio war aufgrund stilistischer und ästhetischer Meinungsverschiedenheiten von Anfang an gespannt, so dass er nach lediglich zwei Jahren die Akademie abbrach. In den zwei Jahren setzte er sich mit den Arbeiten verschiedener alter Meister auseinander, unter anderem mit den Werken von Giotto, Piero della Francesca, Antonio da Correggio, Jean Siméon Chardin und Gustave Courbet. Sein Interesse galt aber auch zeitgenössischen Malern wie Paul Cézanne und Henri Matisse, deren expressionistische Arbeiten ihn besonders beeinflussen sollten oder den chromatischen Werken des römischen Malers Armando Spadini. Von 1915 stand ihm mit Unterbrechungen bis 1924 ein Atelier in der Villa Strohl-Fern zur Verfügung. In dieser Zeit lernte er dort auch seine spätere Frau kennen. 1915 stellte er zum ersten Mal seine Arbeiten in einer bedeutenderen Ausstellung, der III. Internationalen Kunstausstellung der römischen Secession, aus. Finanzielle Schwierigkeiten zwangen ihn  1916 erst eine Stelle als technischer Zeichner anzunehmen und 1919 wieder in der Werkstatt von Giovanni Capranesi zu arbeiten. In der Zeit unterbrach er jedoch seine künstlerische Tätigkeiten als Maler nicht.
1922 war er zum ersten Mal mit einer Arbeit auf der 13. Biennale von Venedig vertreten. Bekanntheit erlangte er aber erst zwei Jahre später auf der 14. Biennale mit dem von der Kritik gerühmten Werk „Il tram“, das er bereits 1923 angefertigt hatte. Das zu seinen bekanntesten Arbeiten zählende Werk, ist mittlerweile in der Galleria Nazionale d’Arte Moderna in Rom ausgestellt. Der Erfolg ermöglichte es ihm ausschließlich als Künstler arbeiten zu können. Seine gefragten Arbeiten konnte er von nun an bei bedeutenden Ausstellungen zeigen, so stellte unter anderem auf den Biennalen 1940,  1954 und 1964 sowie auf den Quadriennalen in Rom aus.
1927 übernahm er den Lehrstuhl für Malerei an Accademia di Belle Arti in Venedig, sah sich aber dort der Missgunst seiner Kollegen ausgesetzt, die ihn bei seiner didaktischen Arbeit behinderten. Um ungestört Unterrichten zu können, besetzte er deshalb mit einigen Schülern einige Räume außerhalb der Akademie.
Im Februar 1928 heiratete er die Bildhauerin Adriana Bernardi und im November kam seine Tochter Maria Vittoria zur Welt. Aus dieser Zeit stammen mehrere Arbeiten mit seiner schwangeren Frau als Motiv. 1931 weitete er seine künstlerischen Kreise über Rom und Venedig hinaus aus und besuchte, arbeitete oder stellte in Mailand, Paris und Florenz aus. 1935 gab er aufgrund der schlechten Arbeitsverhältnisse seine Lehrtätigkeit in Venedig auf und nahm eine gleiche Stelle an der Accademia di Belle Arti in Bologna an. Erst 1944 kehrte er wieder dauerhaft nach Venedig zurück. Diese im Nachhinein als Übergangsphase zu bezeichnende Periode war aber durchaus wichtig für ihn, so lernte er in dieser Zeit den Maler Giorgio Morandi kennen. 1937 erschien in New York City eine erste Monographie über ihn, herausgegeben von der amerikanischen Journalistin Nedda Arnova.
Ab 1942 begann er sich auch als Dichter zu betätigen. Sein erster Gedichtband – Spazi dell’esistenza – wurde aber erst 1959 veröffentlicht. Als weitere Bände folgten 1967 La ragione di esser, 1968 Poesie, 1973  L’ingiuria delle nubi und 1979  L’età improbabile.
In der Nachkriegszeit konzentrierte er sich zunächst auf graphische Arbeiten. In dieser Schaffenszeit, die bis in die 1960er Jahre andauerte, entstanden eine ganze Reihe von Zyklen mit Raumfiguren und maritimen Motiven, insbesondere aus der Lagune von Venedig, die er zum Teil mit eigenen Gedichten untertitelte. 1950 beteiligte er sich an der von Lucio Fontana gegründeten Künstlergruppe „Movimento spaziale“ (dt. Raumkunst). 1961 wurde er vom italienischen Staatspräsidenten für sein künstlerisches Schaffen mit einer Medaille gewürdigt. Im Jahr darauf würdigte ihn die Stadt Venedig mit einer anthologischen Ausstellung in der Ala Napoleonica der Prokuratien. In den 1960er und 1970er Jahren arbeitete er parallel als Maler und Dichter. Dabei gestaltete er eigene Publikationen künstlerisch aus, wirkte aber auch als Illustrator für Autoren wie Ugo Fasolo, Mario Stefani, Libero Toracca, den Literaturnobelpreisträger Salvatore Quasimodo oder 1979 Johannes Paul II. Andererseits gab er gemeinsam mit dem Maler Roberto Colombo eine Mappe heraus, die Gedichte Guidis mit grafischen Arbeiten Colombos kombinierte.
Als Maler beschäftigte er sich in dieser Zeit mit Themen wie Angst oder Tumult, aber auch mit Köpfen, Augen und Bäumen. Hierzu wurde er auf einer Reise in die baumreichen Marken inspiriert, in deren Rahmen er einen Vortrag in Recanati hielt, dem Geburtsort von Giacomo Leopardi, und in deren Folge er einen Zyklus mit großen Bäumen malte. 1976 widmete ihm Venedig einen Saal in der Fenice. Im gleichen Jahr begann er die Arbeit an seinem letzten bedeutenden Gemäldezyklus „L’uomo è il cielo“ (dt. „Der Mensch und der Himmel“). 1980 gingen zahlreiche Gemälde als Geschenk an das Museum Guidi im venezianischen Palazzo Fortuny, einem neu eingeweihten Museum, das 1998 wieder geschlossen wurde.
Zu seinem 90. Geburtstag 1981 würdigte ihn die Stadt Venedig mit einem von der Fondazione Giorgio Cini durchgeführten Kongress auf der Insel San Giorgio Maggiore.
Guidi verstarb am 7. Januar 1984 in Venedig und wurde auf dem Friedhof von San Michele beigesetzt.

## Stil
Guidi gab seinen Figuren ein zeitloses Aussehen, indem er Details der Kleidung vereinfachte und Volumen betonte. Sein Gemälde „Der Besuch“ (1922), das er auf der Biennale von Venedig 1922 ausstellte, ist eine seiner vielen Darstellungen der Begegnung zweier Frauen. Die Komposition erinnert an eine traditionelle Verkündigung, so Jennifer Mundy, und „markiert das Ende von Guidis Erforschung der Museumsstile und ist ein selbstbewusstes Statement eines neuen, von der Renaissance inspirierten Realismus in seiner Kunst.“ Kritische Erfolge blieben Guidi bis 1924 versagt, als er „Die Straßenbahn“ (1923) auf der Biennale von Venedig ausstellte. Das Gemälde brachte Guidi die Anerkennung als führender Künstler der „Retour à l’ordre“ ein. 1925 bezeichnete Franz Roh ihn in seinem Buch „Nach Expressionismus: Magischer Realismus: Probleme der neuesten europäischen Malerei“ als einen der neuen magischen Realisten.
Nach dem Zweiten Weltkrieg wurde sein Werk zunehmend abstrakter. Ab 1950 wurde er mit Lucio Fontana und der Raum-Bewegung assoziiert. Ab den 1950er Jahren entstanden thematische Bilderzyklen wie Tumulti („Aufstände“), Prigioniera („Gefangener“), Grandi Occhi („Große Augen“), Cielo („Himmel“) und Figure agitate („Aufgeregte Figuren“).
Seine Bildgebung durchläuft immer wieder thematisch-kompositorische Zyklen: Figuren im Raum, Angst, Präsenzen, Köpfe, das Meer. Er beschäftigte sich mit menschlicher Architektur, mit Reflexionen der Zeit.